# Automata (film)
Az Automata (eredeti cím: Autómata) 2014-ben bemutatott spanyol–bolgár sci-fi-akciófilm, amelyet Gabe Ibáñez írt és rendezett. A főbb szerepekben Antonio Banderas, Birgitte Hjort Sørensen, Melanie Griffith, Dylan McDermott, Robert Forster és Tim McInnerny látható.
Spanyolországban 2015. január 23-án mutatták be, Magyarországon DVD-n jelent meg szinkronizálva.

## Cselekmény
Miután egy napkitörés radioaktívvá tette a Földet, a túlélő emberek robotokat kezdtek el építeni, hogy segítsék az újjáépítést. A robotok két protokollal készültek – meg kell őrizniük az emberi életet és soha nem javíthatják meg magukat. Jacq (Antonio Banderas) a robotokat gyártó ROC biztosító ügynöke.
Hamarosan egy olyan robot után kezdenek el kutatni, amely képes megjavítani magát, megsértve a két protokoll egyikét. Minél tovább merül a rejtélybe, annál több problémát tár fel, ami szörnyű következményekkel jár önmagának és családjának egyaránt.

## Szereplők
| Szerep                          | Színész                 | Magyar hang     | Magyar hang   |
| Szerep                          | Színész                 | 1. szinkron     | 2. szinkron   |
| ------------------------------- | ----------------------- | --------------- | ------------- |
| Jacq Vaucan                     | Antonio Banderas        | Kőszegi Ákos    | Kőszegi Ákos  |
| Rachel Vaucan                   | Birgitte Hjort Sørensen | Tarr Judit      | Tarr Judit    |
| Dr. Susan Dupré / Cleo (hangja) | Melanie Griffith        | Vándor Éva      | Orosz Helga   |
| Wallace                         | Dylan McDermott         | Kárpáti Levente | Varga Gábor   |
| Robert Bold                     | Robert Forster          | Beregi Péter    | Szersén Gyula |
| Vernon Conway                   | Tim McInnerny           | Fazekas István  | Bognár Zsolt  |
| Tom Ellis                       | Andy Nyman              | Péter Richárd   | Péter Richárd |
| Dominic Hawk                    | David Ryall             | Forgács Gábor   | Várday Zoltán |
| Kék robot (hangja)              | Javier Bardem           | Fekete Ernő     |               |

## A film készítése
Banderas érdeklődését fejezte ki a film iránt, miután elolvasta a forgatókönyvet. A filmet Szófiában, a Nu Boyana Film Stúdióban forgatták.